# Canada ai XVIII Giochi olimpici invernali
Il Canada partecipò ai XVIII Giochi olimpici invernali, svoltisi a Nagano, Giappone, dal 7 al 22 febbraio 1998, con una delegazione di 144 atleti impegnati in dodici discipline.